# Boisse (Dordogne)
Boisse – miejscowość i gmina we Francji, w regionie Nowa Akwitania, w departamencie Dordogne.
Według danych na rok 1990 gminę zamieszkiwało 196 osób, a gęstość zaludnienia wynosiła 12 osób/km² (wśród 2290 gmin Akwitanii Boisse plasuje się na 981. miejscu pod względem liczby ludności, natomiast pod względem powierzchni na miejscu 688.).